# Epoca de Gheață: Misiune de Paște
Epoca de Gheață: Misiune de Paște (titlu original Ice Age: The Great Egg-Scapade) este o animație de 25 minute care a avut premiera pe canalul TV FOX pe 20 martie 2016 și a fost produsă pentru Blu-ray și DVD pe 20 martie 2016.

## Intrigă
La trei luni de la evenimentele celui de-al patrulea film, Manny și echipajul său se pregătesc pentru Paște. În timp ce Ellie se luptă să facă decorațiile singure, Manny și Diego încearcă să urmărească unele lupte de vulturi între un vultur și diferite animale, Crash și Eddie încearcă repetate încercări nereușite de a juca Peaches (începând cu prima zi a lui April Fools '), care vrea să Să-și petreacă Paștele împreună cu prietenii ei și Scrat, după ce a săpat în subteran de pe Valea Morții spre noua vale a turmei și și-a găsit din nou ghindă, își pierde din nou ghindul când devine un copac. Între timp, Sid decide să aibă grijă de ouă pentru proprietarii acestora, mult spre disprețul lui Manny și Diego.
Între timp, fostul iepuras iepure Squint locuiește în gaura sa de acasă în ultimele trei luni împreună cu fratele său leneș, Clint. După ce s-a întors în picioare, piratul îl vede pe Manny și grupul său în timp ce intenționează să se răzbune pentru ceea ce a făcut căpitanului Gutt și barca sa. Squint îi înfruntă, cerând o barcă nouă, dar nu reușește. Cu toate acestea, el fură ouăle când Sid adoarme, forțându-i pe obraz și pe prietenii săi să le caute, iar Clint dă o mână dându-le o hartă ouălor, care au fost pictate de Squint pentru a le camufla. Când își extrag ouăle și văd prin deghizare, află că sunt un ou scurt, cu Squint care le spune că, dacă a doua zi nu fac o barcă pentru el, oul va fi zbuciumat.
Clint își duce fratele într-o ambuscadă de Manny, Sid și Diego. Ei găsesc oul atunci când este descoperit că este pictat într-o ghindă și a fost luat de Scrat. Când Manny spală vopseaua, un Scrat dezamăgit aruncă oul de pe o stâncă și gașca reușește să-l recupereze. Squint se luptă cu Sid pentru a obține oul, dar gheața crăpa și Squint este în cele din urmă condus în Crash și cea mai recentă farsă a lui Eddie. După aceea, familia mamutului decide să petreacă Paștele împreună, iar Sid sugerează că Clint să fie Iepurasul de Paște pictând ouă în fiecare an și ascunzându-le. Între timp, un Squint învins folosește coșul cu nuci al lui Scrat ca navă, dar scufundă și Scrat nu este în stare să-l oprească din cauza faptului că este acoperit cu ciocolată care se usucă ca cimentul.

## Distribuție vocală
- Ray Romano as Manny
- John Leguizamo as Sid
- Denis Leary as Diego
- Taraji P. Henson as Ethel
- Queen Latifah as Ellie
- Gabriel Iglesias as Cholly Bear
- Wendy Williams as Condor Mom
- Lili Estefan as Gladys Glypto
- Blake Anderson as Clint
- Keke Palmer as Peaches
- Seann William Scott as Crash
- Josh Peck as Eddie
- Seth Green as Squint
- Chris Wedge as Scrat